# Włoscy Radykałowie
Włoscy Radykałowie (wł. Radicali Italiani, RI) – włoska partia polityczna o poglądach liberalnych, socjalliberalnych i libertyńskich.

## Historia

### Nurt radykalny we Włoszech
Początki partii sięgają 1955, kiedy to działacze lewicowego skrzydła Włoskiej Partii Liberalnej założyli nowe ugrupowanie pod nazwą Partia Radykalna. Formacja ta działała do końca lat 80. Po 1989 radykałowie uczestniczyli w życiu politycznym w ramach komitetów wyborczych organizowanych wokół ich liderów: Marca Pannelliego i Emmy Bonino.
Historycznie ruch ten wywodził się z nurtów lewicowych, jednak w 1994 radykałowie przystąpili do centroprawicowej koalicji Silvia Berlusconiego w jego pierwszym rządzie. W zamian za otrzymane poparcie polityczne Emma Bonino została włoskim przedstawicielem w Komisji Europejskiej.
Od 1996 radykałowie nie odgrywali ważniejszej roli politycznej i nie wchodzili w skład żadnej z wielkich koalicji. W 1999 odnieśli znaczny sukces w wyborach do Parlamentu Europejskiego, gdy organizowana przez nich Lista Emmy Bonino otrzymała 8,7% głosów, uzyskując 7 mandatów. Jednak w wyborach krajowych dwa lata później komitet wyborczy sygnowany nazwiskami liderów dostał około 2% głosów.

### Włoscy Radykałowie
Miesiąc po wyborach doszło do sformalizowania działalności partii pod jej nazwą Włoscy Radykałowie. Pierwszym sekretarzem został Daniele Capezzone, zastąpiony na tej funkcji w 2006 przez Ritę Bernardini. W 2004 wynik 2,2% w wyborach do PE przyniósł Włoskim Radykałom 2 mandaty. W 2005 partia podpisała porozumienie z Włoskimi Demokratycznymi Socjalistami, tworząc koalicję Róża w Pięści, która przystąpiła do centrolewicowego bloku L’Unione. Wtedy też doszło do rozłamu, gdy grupa działaczy optujących za ponownym sojuszem z Silviem Berlusconim utworzyła własne ugrupowanie  – Liberalnych Reformatorów, które dołączyło do Domu Wolności.
Przyjęty przez koalicję RI-SDI symbol róży nawiązywał do symboliki partii radykalnych w latach 70. i 80. oraz do symboliki Międzynarodówki Socjalistycznej. W wyborach w 2006 Róża w Pięści zdobyła 2,6% głosów, co dało im 18 miejsc w Izbie Deputowanych, z czego około połowy objęli radykałowie.
W nowym rządzie Romano Prodiego Emma Bonino została ministrem do spraw stosunków europejskich i handlu międzynarodowego. Już w listopadzie 2006 z partii odszedł należący do krytyków tego gabinetu Daniele Capezzone, zakładając własny ruch centroprawicowy ruch (pod nazwą Decidere!).
W listopadzie 2007 koalicja Róża w Pięści oficjalnie przestała istnieć, gdy członkowie Włoskich Demokratycznych Socjalistów przystąpili do nowo utworzonej Partii Socjalistycznej. Przed przedterminowymi wyborami w 2008 RI podpisali porozumienie o starcie z list Partii Demokratycznej. W wyborach tych radykałowie łącznie uzyskali 9 mandatów (6 w Izbie Deputowanych oraz 3 w Senacie). W 2009 nie przekroczyli nowo wprowadzonego progu w wyborach europejskich, znajdując się poza Europarlamentem, a w 2013 po zakończeniu współpracy z PD nie weszli również do krajowego parlamentu. Wkrótce jednak Emma Bonino objęła urząd ministra spraw zagranicznych w wielopartyjnym rządzie Enrica Letty.
W wyborach w 2018 radykałowie współtworzyli koalicję +Europa, startującą w ramach bloku centrolewicy. Lista nie przekroczyła progu wyborczego, mandaty w parlamencie w okręgach większościowych uzyskali Emma Bonino, ówczesny sekretarz krajowy Riccardo Magi i związany z tym ugrupowaniem Alessandro Fusacchia. W 2022 partia poparła koalicję centrolewicy, nie wystawiając formalnie w jej ramach własnych kandydatów (należący do RI Riccardo Magi uzyskał reelekcję z ramienia +Europa).